# John Henry Maunder
John Henry Maunder, né le 21 février 1858 et mort le 21 janvier 1920, est un organiste et compositeur anglais, connu pour sa cantate Olivet to Calvary.

## Biographie
John Henry Maunder est né à Chelsea et étudie à la Royal Academy of Music de Londres. Il a été organiste à St Matthew's, Sydenham (1876-1877) et à St Paul's (Forest Hill, 1878-1879), dans les églises de Blackheath et de Sutton et au Royal Albert Hall. Il a été chef d'orchestre de la Civil Service Vocal Unio à partir de 1881. Il est chef de chœur pour la production originale de Faust de Henry Irving au Lyceum Theatre en 1887.

## Œuvres principales

### Hymnes
- Blessed be the Name of the Lord. Hymne (1896)
- Christ is risen. Hymne de Pâques (1892)
- Christians, awake, salute the happy Morn. Hymne de Noël (1895)
- Conquering Kings their Titles take. Hymne, d'après le bréviaire de Nevers, traduction de John Chandler (1899)
- It is a thing most wonderful. Hymne, paroles de W. W. How (1900)
- Lord, Thy Children guide and keep. Hymne, paroles de W. W. How (1913)
- O how amiable are Thy Dwellings. Hymne pour voix aiguës (1906)
- O how amiable are Thy Dwellings. Hymne à quatre voix (1910)
- O worship the King. Hymne pour congrégation religieuse et chœur(1898)
- Praise the Lord, O Jerusalem. Hymne à la moison (1897)
- Sing, O Heavens. Hymne pour Noël et Épiphanie (1907)
- Sing to the Lord of Harvest. Hymne à la moisson, paroles de Dr. Monsell (1893)
- Sing unto the Lord. (1895)
- This is the Day. Hymne pour Pâques, (1914)
- To Thee, Our God, We Fly. Prière pour la patrie. Paroles de W.Walsam How
- We declare unto you glad Tidings. Hymne (1897)
- While the Earth remaineth. Hymne à la moisson (1895)

### Cantates
- Bethlehem. Cantate sacrée pour quatre voix solistes et un chœur, entrecoupée d'hymnes à chanter par la congrégation.  Paroles et arrangement de EC Nunn (1910)
- The Martyrs. Cantate pour voix d'hommes - avec solistes - et orchestre, livret de RHW Bloor (1894)
- Olivet to Calvary. Cantate sacrée pour deux voix solistes (ténor et baryton) et chœur, paroles de Shapcott Wensley (1904)
- Penitence, Pardon and Peace. Cantate brève de carême pour soprano ou ténor et baryton et chœur.  Paroles de WJ Bettison (1898)
- Song of Thanksgiving. Cantate pour la moisson pour soprano, ténor et basse (ou contralto) et chœur, avec des hymnes à chanter par la congrégation. Paroles et arrangement de Shapcott Wensley (1905)
- William Tell. Cantate dramatique pour les écoles, partoles de JE Parrott (1894)

### Chants de Noël
- Once in Bethlehem of Judah. Paroles de C. F. Alexander (1888)
- Two Carols for Christmas. 1. All this night bright Angels sing, paroles de W. Austin.  2. Angels from the realms of glory, paroles de J. Montgomery (1895)

### Cantiques
- Bread of heaven on thee we feed, paroles de Josiah Conder (1905)
- By day and night in secret (A Harvest Hymn of Praise), paroles de W. H. Draper (1904)
- Come forth, ye rich and poor (The Joy of Harvest. Cantique d'action de grâce), paroles de W. H. Draper (1901)
- Creator God and Lord
- Dear motherland of England, sur l'air Albion, paroles de W. C. Braithwaite (1906)
- Father, Hear Thy Little Children, adaptée de l'air Rothbury, paroles de Alice Jackson (1929)
- Flowers from His Own gardens, sur l'air Excelsior, paroles de W. St. Hill Bourne [1900]
- For ever and for ever
- Forward! be our watchword, sur l'air Excelsior, paroles de H. Alford (c.1897)
- God Almighty, in thy temple, sur l'air Parry, paroles de Rev. R. H. Baynes (1894)
- God bless our Native Land, sur l'air Fatherland, paroles de W. E. Hickson (1903)
- God of our Fatherland. Hymne pour le Couronnement, paroles de A. W. Letts (1911)
- Great King of Kings, to Thee we Pray, sur l'air Martham, paroles de Rev. H. D. Rawnsley (1897)
- I hear Ten Thousand Voices Singing, sur l'air Jubilee/Maunder, paroles de H. W. Fox (1894)
- I love to hear the story, sur l'air Kilverstone, paroles de E. H. Miller [1900]
- Jesus Friend of Little Children, sur l'air Rothbury, paroles de Walter J. Mathams (1892)
- Just as I am, sur l'air C. Elliott. (1904)
- Long Ago sweet voices calling
- Lord of the Sabbath, sur l'air Martham, paroles de P. Doddridge, T. Cotterill. (1897)
- Now let us join with hearts and tongues, sur l'air Martham, paroles de John Newton (1897)
- O God, in whose almighty hand, paroles de Rev Canon Rawnsley (1911)
- Pass the word along the line, sur l'air Dunbar, paroles de H. O Knowlton (1892)
- Raise the Song, ye loyal Voices. Hymne por le Coronnement.
- Rock of Ages, , paroles de A. M. Toplady, etc. (1904)
- This Day at Thy Creating Word, sur l'air Martham, paroles de W. W. How (1897)
- The Whole Wide World for Jesus, paroles de Catherine Johnson (1894)
- Thy Will be done, paroles de S. Wensley (1904)
- What can I do for England, sur l'air Albion, paroles de W. H. Draper (1909)

### Autres œuvres religieuses
- Petit office pour la Communion, en sol(1891)
- Petit office pour la Communion, en fa (1904)
- Amen en sol (1894)
- Benedicite, omnia opera.  (1885)
- Benedicite, omnia opera. No. 2, en sol (1889)
- Magnificat & Nunc Dimittis en do (1890)
- Magnificat & Nunc Dimittis en ré (1892)
- Magnificat & Nunc Dimittis en sol (1896)
- Office pour la Communion, en ré (1914)
- Te Deum Laudamus en si bémol (1891)
- Office du matin et du soir (1906)
- Office du matin et du soir en sol (1906)
- The passion of Jesus: litanie pour la Semaine Sainte ou le Carême, pour choeur et congrégation, paroles de SC Lowry (1909)
- Une dramatisation de la cantate de Noël Bethléem de JH Maunder, à la manière du miracle médiéval, paroles de Catharine Morgan (v.1939)

### Chansons et ballades
- America, to Thee.  Un chant d'allégeance pour usage profane et sacré (1943)
- Border Ballad. Pour chœur d'hommes, paroles de Sir Walter Scott (1912)
- Grandmother dear. Chanson, paroles de C. Bingham (1903)
- Lead kindly Light. Chant sacré pour orgue et chœur. paroles de A. Russan (1896)
- Lil' brack Sheep. Négro Spiritual(1906)
- O lovely Flowers. Chant sacré. Arrangé et adapté par le compositeur (1909)
- Ocean charms. Chanson pour voix d'hommes, paroles de G. Wells (1885)
- Our Motherland. Unison Chorus, words by E. Moynihan (1916)
- Shadow and Sunlight. Chanson, paroles de A. Valdemar (1897)
- Song of the Northmen. Chœur pour T. T. B. B., paroles de R. H. U. Bloor (1899)
- Thor's War Song. Chœur pour voix d'hommes, paroles de Longfellow (1880)
- The Song of Thor. Chœur pour voix mixtes (1907)
- Sweet Content. Chanson pour S. A. T. B., paroles de T. Dekker (1910)
- To Arms. Chanson pour voix d'hommes, T. T. B. B., paroles de E. Newman (1910)

### Musique instrumentale
- Caprice, en la, pour violon et piano (1907)
- The Caravan of the Magi. Marche pour orgue, arr. by E. C. Nunn, d'après la cantate Bethlehem (1913)
- Chanson Pathétique, pour violon et piano (1909)
- Espagnola. Solo pour violon ou flûte ou violoncelle avec accompagnement de piano (1883)
- Romance, en si bémol pour violoncelle et piano (1907)
- Voix Séraphique, pour harmonium et célesta (1896)

### Opérettes
- The Superior Sex. Opéra-comique en 3 actes , livret de H. D. Banning (1910)
- Daisy Dingle (non publié). Représentation  privée, Grosvenor Hall, 1879 ; Concert de charité, The Forester's Hall, Forest Hill, 1885.

## Source
- (en) Cet article est partiellement ou en totalité issu de l’article de Wikipédia en anglais intitulé « John Henry Maunder » (voir la liste des auteurs).